# Château de Vieille Cour (Oudon)
Pour l’article ayant un titre homophone, voir Château de Vieillecour dans le Périgord.
Le château de Vieille Cour est un château fort médiéval en ruines, situé à Oudon dans le département de la Loire-Atlantique. Le site se compose d'une haute cour et d'une basse cour, ceintes de douves sèches ou fossés. La haute cour, protégée par une enceinte constituée d'une tour, d'une porterie et de murs, accueille notamment le logis seigneurial.
Bâti au cours de la seconde moitié du XIIIe siècle par la famille de Châteaugiron, il est démantelé à partir de 1392.
Le château est un « site inscrit » par arrêté du 26 novembre 1942.

## Description

### Localisation
Selon la carte de Cassini, les ruines de Vieille Cour se trouvent à proximité d'une ancienne voie romaine d'un intérêt capital, reliant Angers à Nantes par le val de Loire et franchissant le Hâvre au lieu dit « Le Pont Noyé » : nom évocateur des ruines submergées d'un viaduc ancien.

### Architecture
Le logis seigneurial se compose d'une salle d'apparat, de trois annexes, d'un couloir et d'une porterie. Il est séparé du reste de la haute cour par une douve intérieure.
L'enceinte qui protège la haute cour est composée, en plus des fossés, d'une tour, de murs et d'une double porterie, charretière et piétonne.

## Historique

### Toponyme
Le nom « Vieille Cour » vient du latin « Vetus Curtis ». « Vetus » signifie ancien, vieux, et cohors, cortis (cour, enclos) qui devient en ancien français curt, cort signifie domaine rural, résidence de souverain, ou encore siège de justice,.

### XIIesiècleet premières mentions
La toute première mention de Vieille Cour est faite en 1140 lorsque Geoffroy d'Oudon, mortellement blessé au siège de Champtoceaux, fait don aux moines d'Oudon de divers biens dont « Omnia prata sua de Veteri Curte », soit « Tous ses prés de Vieille Cour ». Ce qualificatif « Vieille » employé dès le XIIe siècle traduit donc une origine plus ancienne encore,.

### XIIIesiècleet construction

Armes des Chateaugiron.

La construction du château est lancée par la famille de Châteaugiron durant la seconde moitié du XIIIe siècle. Les lieux présentent deux avantages ; leur base rocheuse offre une solide assise aux structures et ils surplombent de 50 mètres la vallée du Hâvre, une rivière navigable.

### XIVesiècleet destruction
Le 22 mai 1392, Alain de Malestroit, seigneur d'Oudon, Couffé, Le Cellier et Vieille Cour, obtient du duc Jean IV de Bretagne l'autorisation de reconstruire et fortifier le château d'Oudon, à condition de détruire celui de Vieille Cour. En effet le site a perdu de son intérêt stratégique : la route Nantes-Angers a été reportée au chemin de halage bordant la Loire et la rivière du Hâvre envasée n'est plus navigable. En outre, il est urgent pour le duché de Bretagne d'opposer un château à celui de Champtoceaux, sur l'autre rive de la Loire, en royaume de France. Dès lors, « le chasteau et forteresce de Veille Court » doit être rasé.

### XVesiècleà nos jours

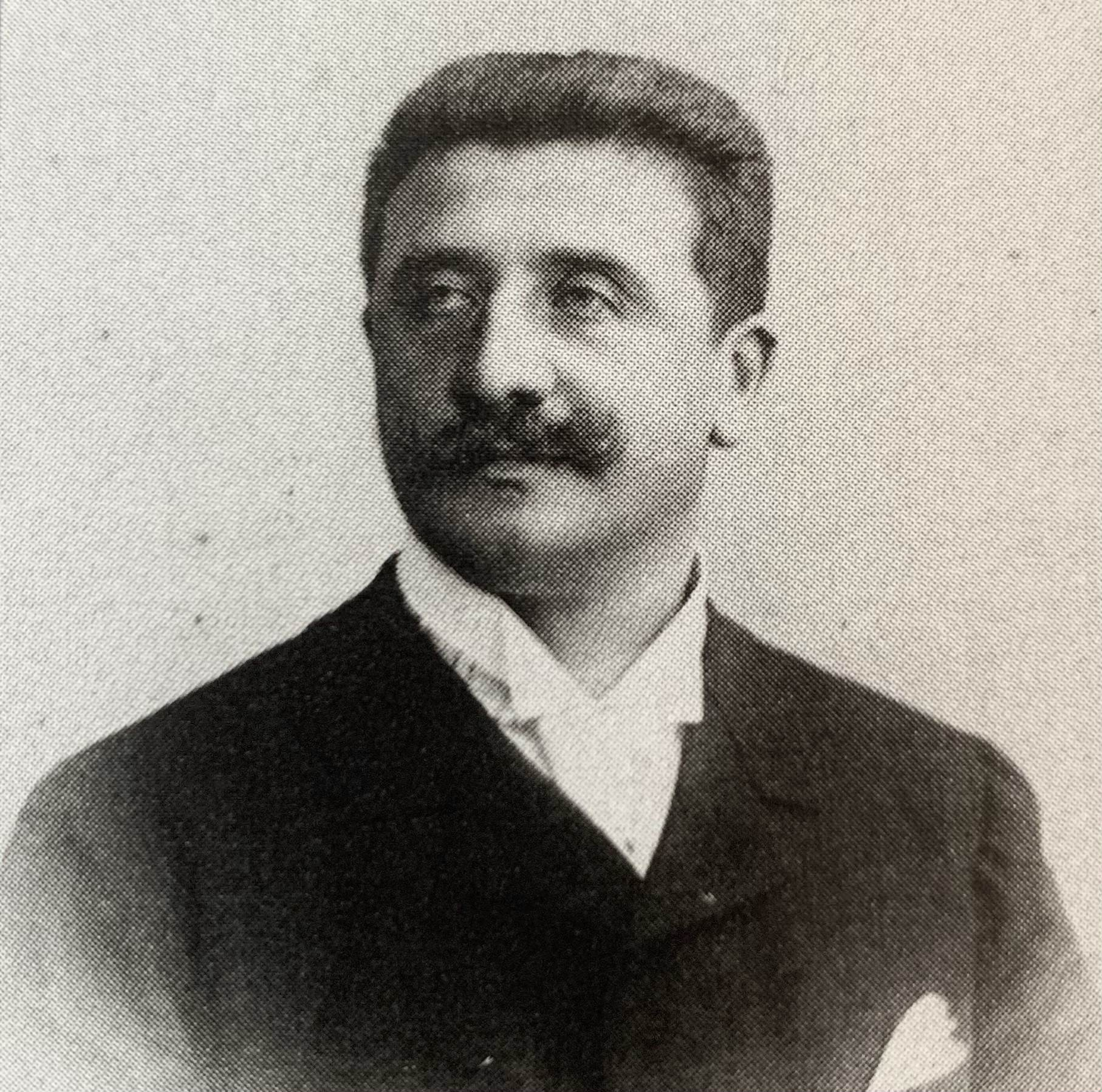
Le comte Charles Berthe de Pommery.

Ce site appartient successivement aux familles de Malestroit, du Bellay, de Montmorency, puis de Bourbon-Condé jusqu'après la Révolution française.
En 1907, les ruines de Vieille Cour sont acquises par le comte Charles de Berthen de Pommery, châtelain de « la Pilardière » et maire d'Oudon de 1908 à 1945.
Depuis 2013, elles appartiennent en succession familiale à la famille de Perier : Arnaud, Frédéric (†) et Antoine de Perier, qui ont notamment créé « l'Association Domaine de Vieille Cour Oudon ».
Des travaux de nettoyage et d'entretien y sont depuis lors régulièrement menés. Par ailleurs, le château ouvre désormais ses portes lors des Journées européennes du patrimoine,,.

## Galerie

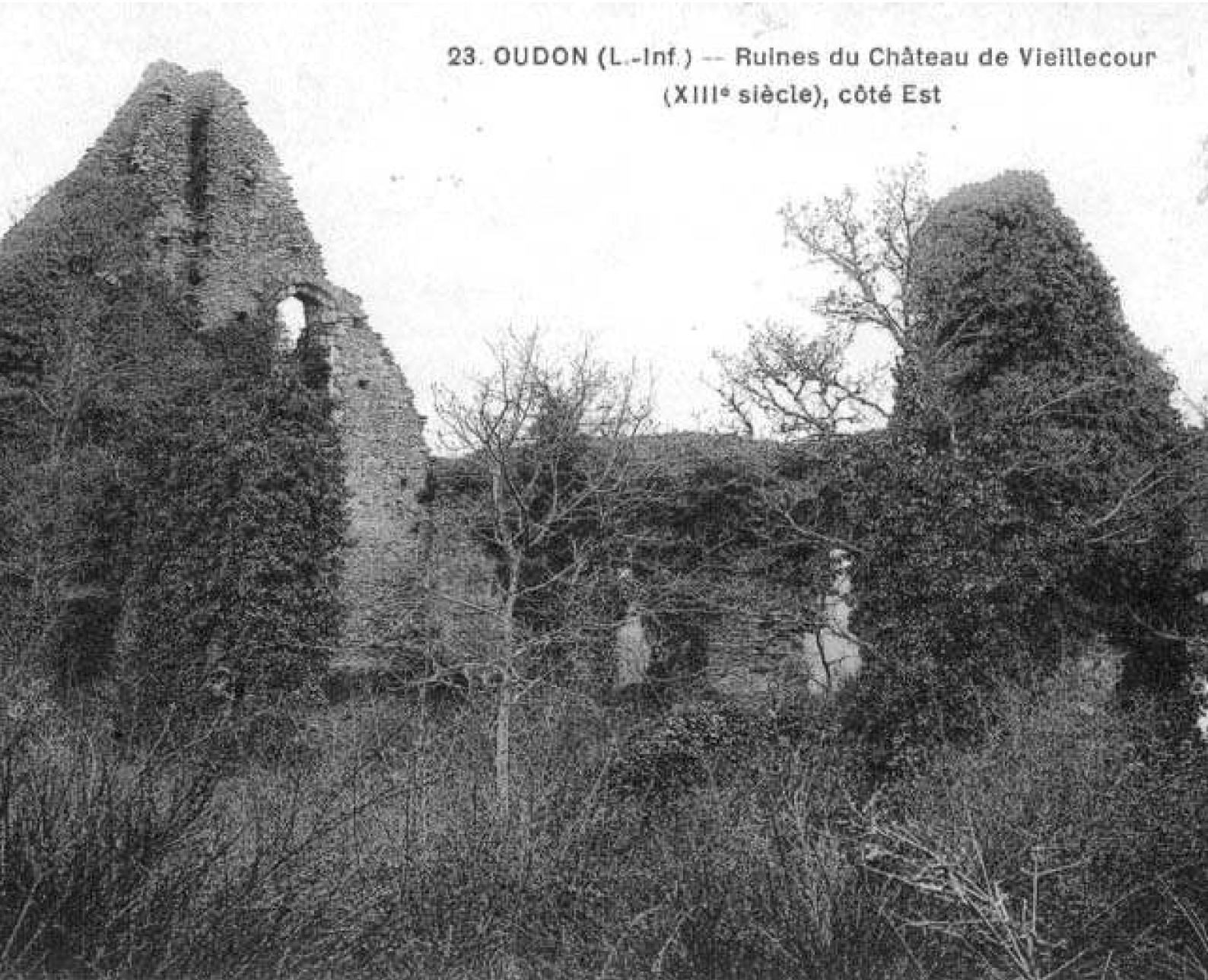
Cliché du début du XXe siècle, vue de l'est.
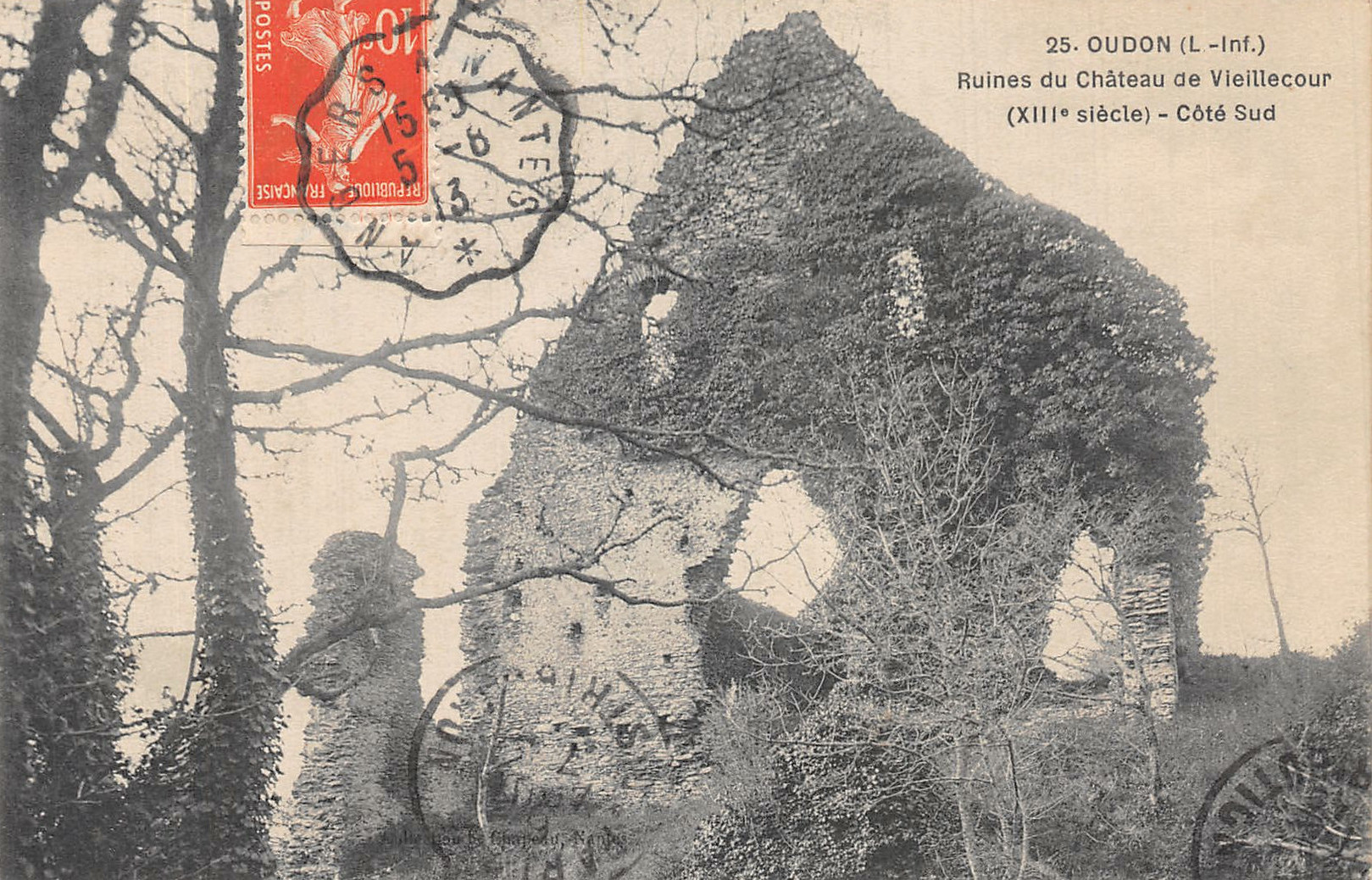
Cliché du début du XXe siècle, vue du sud.
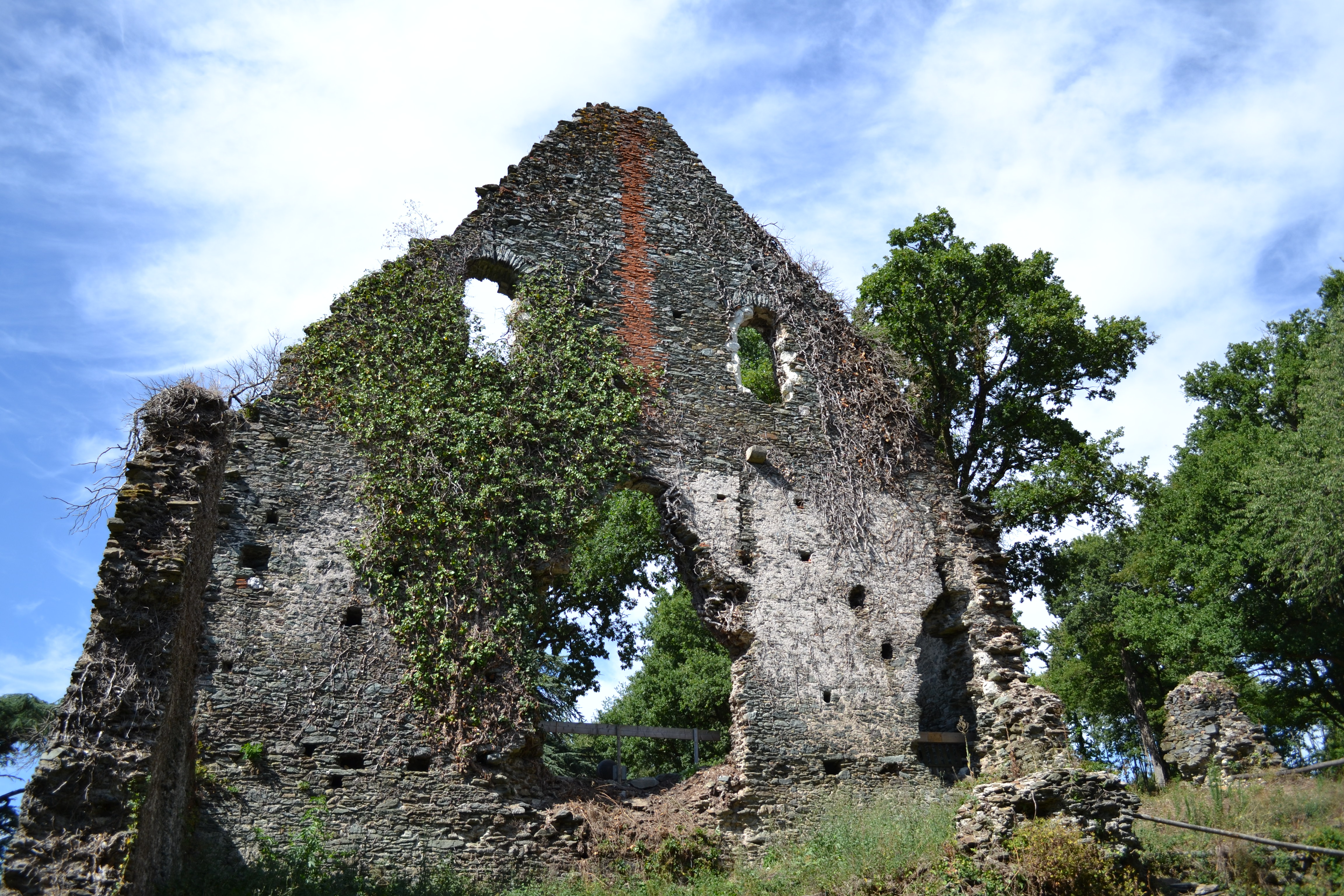
Vue depuis le fossé sud.
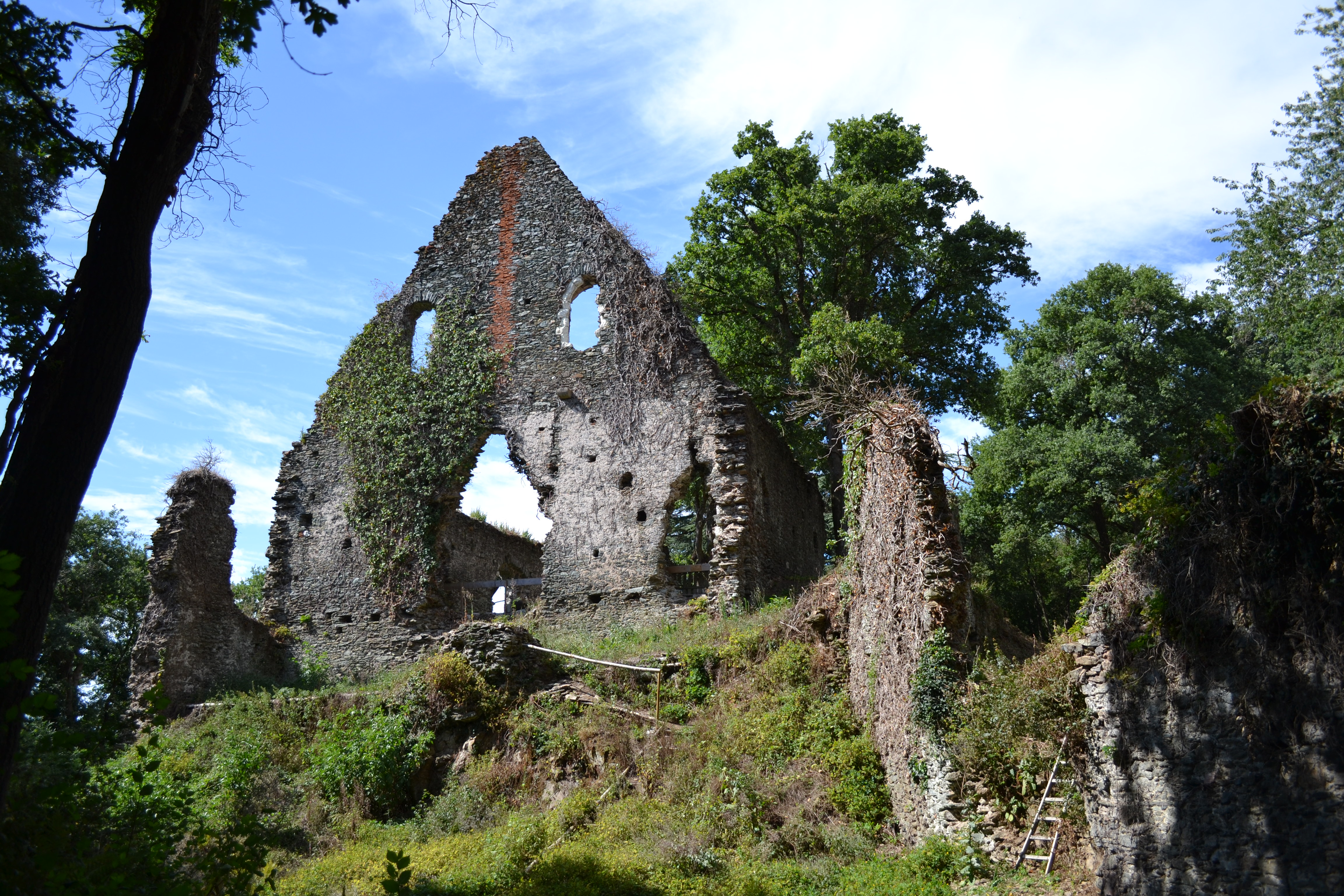
Le logis seigneurial de Vieille Cour, dont on distingue la cheminée.
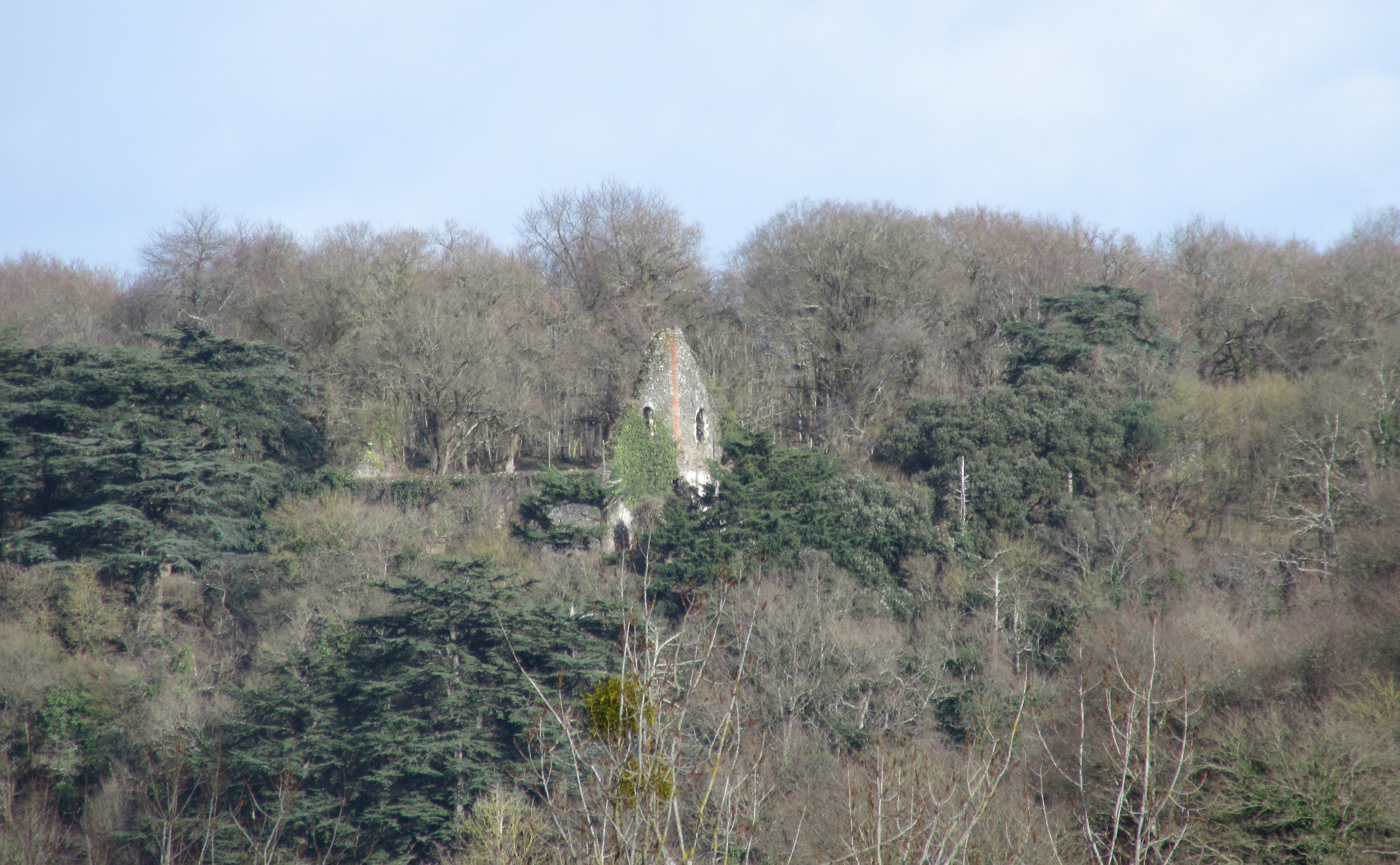
Vue de Vieille Cour depuis le viaduc du Hâvre, à Oudon.
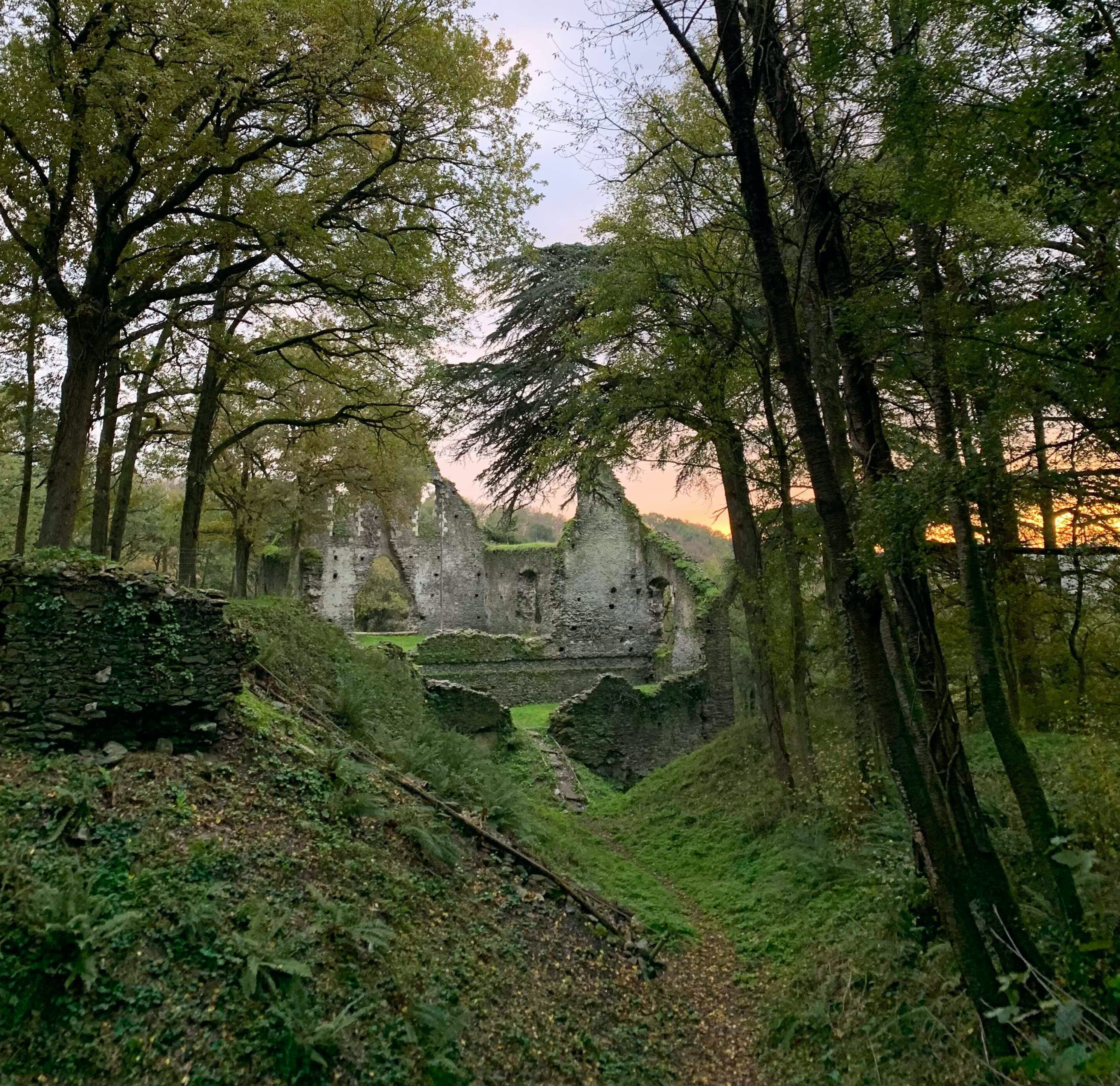
Le site castral de Vieille Cour vu depuis le fossé nord.

### Principaux ouvrages
- Arthur Bertrand de Broussillon, Cartulaire de l'abbaye de Saint-Aubin d'Angers (tome 2), page 344, 1903, lire en ligne
- Pierre-Hyacinthe Morice, Mémoires pour servir de preuves à l'histoire ecclésiastique et civile de Bretagne (tome 1), 1742, lire en ligne
- J.H. Lynch, Symoniacal entry into religious life from 1000 to 1260, a social and economic legal study, Ohio state university press, Colombus, 1976.
- Arthur Le Moyne de La Borderie, Histoire de Bretagne (tome 4), 1906.
- Bulletin archéologique de l'association bretonne (S.3, T.12), 1893.
- Augustin du Paz, Histoire généalogique de plusieurs maisons illustres de Bretagne, 1619.
- Jean-Baptiste Ogée, Dictionnaire historique et géographique de la province de Bretagne, 1778.
- Eusèbe Girault de Saint-Fargeau, Histoire nationale et dictionnaire géographique de toutes les communes de la France, Beaudouin, 1829.
- Jean-François Le Boyer, Notices sur le département de la Loire-Inférieure et sur la ville de Nantes, 1832.
- Ernest de Cornulier-Lucinière, Essai sur le dictionnaire des terres et seigneuries comprises dans l'ancien comté nantais et dans le territoire actuel du département de la Loire-Inférieure, 1857.
- Conrad Malte-Brun, La France illustrée, 1881.
- Emilien Maillard, La tour d'Oudon, 1882.
- Eugène Orieux et J. Vincent, Histoire et géographie de la Loire-Inférieure, 1895.

### Principaux articles
- Roger Grand, Le château d'Oudon, Bulletin monumental, 1955, pages 83 à 87, lire en ligne
- Nantes Renaissance, Le château de Vieille Cour, Alerte patrimoine, juin 2011
- Nicolas Faucherre, Le Hâvre Vieille Court/Oudon, les deux châteaux du Hâvre, succession ou gémellité ?, 303 numéro 130, 2014
- Les ruines de Vieille Cour se dévoilent, Ouest France, 2017, lire en ligne
- Jean-François Caraës, Le château de Vieille Cour, Bulletin de la Société archéologique et historique de Nantes et de Loire-Atlantique numéro 152, pages 133 à 152, 2017, voir en ligne
- Oudon. Les deux vieux châteaux se visitent ce weekend, Ouest France, 2019, lire en ligne
- Oudon. L’étrange histoire du château ruiné de Vieille-Cour, Ouest France, 17 septembre 2021, lire en ligne

### Archives
- Demande de Alain de Malestroit adressée au duc Jean IV de Bretagne le 22 mai 1392. Archives départementales de la Loire-Atlantique E 143/17.
- Aveu rendu au duc par Jean de Malestroit pour la seigneurie d'Oudon, en 1416. Archives départementales de la Loire-Atlantique B 1848.